# ザ・病院
『ザ・病院』（ザ・びょういん）は、1987年にPSKから発売された日本のコンピュータゲームである。
本作は、病院を舞台としたコマンド選択入力形式のテキストアドベンチャーゲームであり、アダルトゲームの要素もある。
スタッフに『ロリータ』や『ALICE』などの作者である武市好浩を初め医療関係者が多いとされるPSKによって、医療業界の内部告発的な要素を含んだブラックジョーク作品に仕上がっている。ゲーム中の登場人物も、それぞれ当時のスタッフがモデルとなっている。
ゲームシステムは漢字使用文章による日本語表示のテキストアドベンチャーで、一部イベント発生時には白黒のCGも表示される。テキストアドベンチャーゲームでありながら、PC-8801/mkII/SR以降対応版においては、フロッピーディスク4枚組となっている。
本作のプレイに当たっては、マッピングが必要なうえ、プレイヤーがゲームクリア出来ない状況に気づきにくいトラップも多いなど、クリアは容易ではない。また、情報量が多く、会話の中には物語の展開とは無関係のものも含まれている。
隠しコマンドがいくつか用意されており、SHIFTキーを押しながら起動すると制作話を見ることが出来る。
PC-8801/mkII/SR以降対応版では、この時期の発売としては珍しく初代のPC-8801以降で対応しているが、400ライン対応モニタおよび漢字ROMが必要で、画面は一貫して白黒表示となっている。

## ストーリー
主人公である新聞記者・山崎勝義は、恋人の松田郁子の勤務先である猛狂病院の内科にて、胃がんの患者が次々と死亡していくことに疑問を抱いていた。
きな臭いものを感じた山崎は松田に首を突っ込まぬよう忠告する。だが、彼女は患者の死因が院内で行われていた新薬の治験で患者が死んでいることをすでに知っており、その日の夜に車にひかれ、猛狂病院に入院する。
その際、彼女は持っていたキャッシュカードに口紅で助けを求めるメッセージを残す。
土曜日、彼女のキャッシュカードを見つけた山崎は、謎を解くために猛狂病院へ潜入する。

## 登場人物
山崎 勝義
主人公。高知日報・社会部記者。性格は真面目だが、土佐男児に特有の土佐型頑固症、いわゆる《いごっそう》が災いして未だに職場ではヒラ、当然独身。松田郁子と５年来の付き合いがあるが、彼女の父親の反対で未だ結婚には至っていない。
松田 郁子
猛狂病院に勤務する看護婦。山崎勝義と交際している。

## 移植版
| No. | タイトル | 発売日        | 対応機種 | 開発元 | 発売元             | メディア                       | 備考            |
| --- | -------- | ------------- | -------- | ------ | ------------------ | ------------------------------ | --------------- |
| 1   | ザ・病院 | 2022年1月21日 | Windows  | PSK    | D4エンタープライズ | ダウンロード (プロジェクトEGG) | PC-8801版の移植 |

## スタッフ
- 原作 - 藤戸健司
- プログラム - （PC-8801版）藤戸健司、寺田明功、小柴茂彦（PC-9801版）寺田明功、片岡浩巳、藤戸健司
- 開発言語 - （PC-8801版）アセンブリ PASS 88（PC-9801版）C OPT-C
- カット - 杉本佐和
- 音楽 - 岡田英之、盛田兼好
- 医療監修 - 瀬川進、宮田彰

## 評価
ライターの松田ゆのじは、PSKの他作品と雰囲気が異なることやモノクロ画面であるためか、本作があまりヒットしなかったとしつつも、細部まで探索ができる点から、個人的には良作であると述べている。
また、松田は医療用の資料と思われる画像が含まれている点から、アダルトゲームにおける断面図の先駆者ではないかと推測している。

## 余談
X1turboとX68000でも発売を予定していたことが、付属マニュアルにて明かされている。